# Камени мост на Брезничкој реци
Камени мост на Брезничкој реци, у народу познатији као Девојачки мост, налази се у Хомољу, на територији општине Жагубица.
Изграђен је на Брезничкој реци, притоци реке Млаве, у Горњачкој клисури и удаљен је 1,3km од манастира Горњак, покрај регионалног пута Жагубица — Крепољин — Петровац на Млави. Темељи овог моста датирају још из периода када су Римљани владали овим крајевима. Неколико пута је рушен и обнављан, а последња обнова је била 1909. године и више од једног века касније овом мосту је поново потребна обнова и заштита од даљег урушавања.
Назив Девојачки мост је добио по једној од легенди, по којој у време када су Турци одводили девојке у харем, једна девојка је бежећи од њих скочила са овог моста и погинула.